# Trichothyrsa
Trichothyrsa is een geslacht van vlinders van de familie roestmotten (Heliodinidae), uit de onderfamilie Orthoteliinae.

## Soorten
- T. bicolorella Sauber, 1902
- T. coridarcha Meyrick, 1912
- T. flammivola Meyrick, 1912
- T. grypodes Meyrick, 1912
- T. pyrrhocoma Meyrick, 1912
- T. taedifera Meyrick, 1912